# 김해금관가야휴게소
김해금관가야휴게소(金海金官伽倻休憩所, Gimhae Geumgwangaya Service Area)는 경상남도 김해시 대동면에 위치한 부산외곽순환고속도로의 고속도로 휴게소이다. 양방향 모두 휴게소가 통합형으로 존재한다.
건설 당시 가칭은 김해휴게소였으며, 2018년 2월 7일 부산외곽순환고속도로 개통식이 이곳에서 진행되었다. 김해가야 나들목 진출입로와 휴게소 진출입로가 결합된 형태이다.

## 시설
- 브랜드매장: 이마트24, 루프탑 카페, 고운동 커피
- 정유소: 알뜰주유소

## 전후
김해 방향
- 대감 분기점 ← 김해가야 나들목·김해금관가야휴게소 ← 노포 분기점
- 고속도로 기점 ← 김해가야 나들목·김해금관가야휴게소 ← 고속도로 종점

부산 방향
- 대감 분기점 → 김해가야 나들목·김해금관가야휴게소 → 노포 분기점
- 고속도로 기점 → 김해가야 나들목·김해금관가야휴게소 → 고속도로 종점